# Монта
Монта̀ (на италиански и на пиемонтски: Montà) е малко градче и община в Северна Италия, провинция Кунео, регион Пиемонт. Разположено е на 316 m надморска височина. Населението на общината е 4733 души (към 2016 г.).